# آلکس باتیست
آلکس باپتیست (انگلیسی: Alex Baptiste؛ زادهٔ ۳۱ ژانویهٔ ۱۹۸۶) یک بازیکن فوتبال اهل بریتانیا است.